# Rui Spohr
Rui Spohr (Novo Hamburgo, 23 de novembro de 1929 - Porto Alegre, 30 de abril de 2019), pseudônimo de Flavio Spohr, foi um estilista brasileiro. Rui foi o primeiro estilista gaúcho a estudar moda em Paris, primeiramente na Chambre Syndicale de la Couture Parisienne, e posteriormente na École Guerre Lavigne (atual ESMOD).

## Biografia
De família tradicional, Flavio Spohr (posteriormente assumiu o pseudônimo Rui) foi criado dentro de padrões germânicos, pelos seus pais Albino Alfredo Spohr, empresário do polo calçadista, e Maria Hortencia Hennemann Spohr, dona de casa. Irmão de José Gastão, Dulce Maria e Fredo Luiz. Rui nasceu fadado a ser padre ou militar de acordo com os costumes da época. Com uma mente criativa e inconformada, ele acreditava que tivesse nascido cedo demais no século XX e no lugar errado. 
Em 1952, mudou-se para Paris sem ter fluência no idioma local, apenas com um nome e endereço de uma pessoa que o ajudaria e a referência dos seus familiares por parte de mãe na Alemanha. Em seu primeiro Natal longe de casa viajou até o vale do rio Mosela, afluente do Reno na Alemanha, a fim de encontrar seus parentes da família Treis – donos de vinhedos que passam de pai para filho desde 1602. Além de estreitar os laços com seus parentes alemães, Rui aprendeu in loco tudo o que sabe sobre vinho. 
Em 4 de fevereiro de 1960, já em Porto Alegre, casa-se com Dóris Uhr Spohr, que primeiramente trabalhou como sua auxiliar no ateliê. Até hoje, os dois trabalham juntos. Em 1963, com o nascimento de Maria Paula Spohr, Rui tornou-se pai e em 1985 avô de Antônia Spohr Moro. 

## Carreira
Rui Spohr iniciou sua carreira aos 14 anos trabalhando na fábrica de calçados do pai e em 1948 ao assinar uma coluna de Moda semanal para um jornal gaúcho adotou o pseudônimo Rui. Um ano depois muda-se para a capital Porto Alegre e inicia o curso de Belas Artes na UFRGS e nesse mesmo ano promoveu seu primeiro desfile de moda, que ganhou destaque na Revista Globo, com suas próprias criações. Em 1952, foi de navio para a França para estudar Moda em Paris. Nesse período, foi contemporâneo de nomes como Karl Lagerfeld e Yves Saint Laurent. Em 1953, estagia para o chapeleiro parisiense Jean Barthet.
No ano de 1955, retornou ao Brasil e abre seu primeiro ateliê especializado em chapéus e começa a assinar uma página dominical sobre moda no jornal A Hora, importante diário que originou o jornal Zero Hora. Três anos mais tarde passou a confeccionar roupas femininas em seu ateliê e realizou seu primeiro desfile de alta-costura, em 1967 - dentro do próprio ateliê, na Rua Pinto Bandeira, para clientes e mídia da local. Em 1962, entrou para o “time da Rhodia”  - grupo que reunia grandes nomes da moda no Brasil criando modelos que seriam produzidos com os tecidos que utilizavam os fios da empresa. Estas criações estrearam em um grande desfile na Fenit – a feira nacional da indústria têxtil - e depois, viajaram ao exterior para participar de desfiles e sessões de fotos das coleções a fim de divulgar a moda brasileira. 

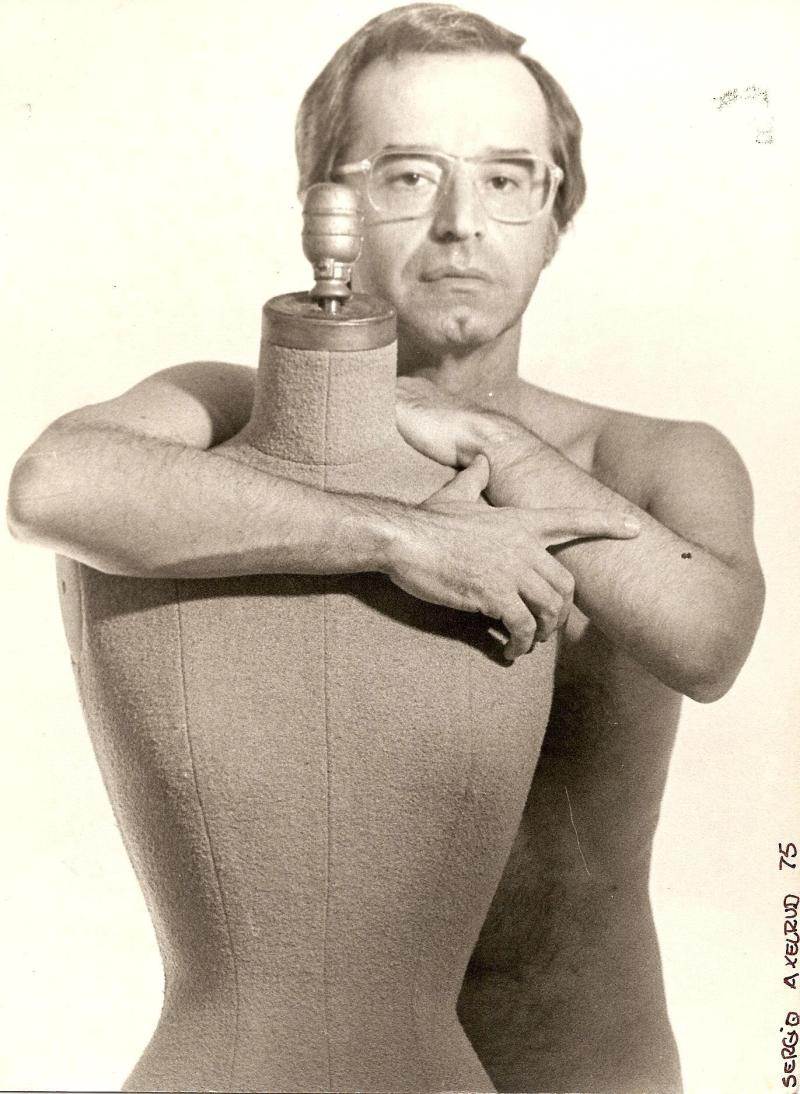
Rui Spohr em 1975

No ano de 1968, já consagrado como costureiro, criou o vestido de noiva para a brasileira Ieda Maria Vargas, Miss Universo 1963. Em 1970 inaugurou sua Maison na Rua Miguel Tostes em Porto Alegre onde permanece até hoje. Rui também foi responsável por vestir a primeira dama Scila Médici (1971) e a primeira dama do Rio Grande do Sul (1971). Em 1986 criou os uniformes femininos da Brigada Militar do Rio Grande do Sul, a polícia militar gaúcha, que são os mesmos usados até hoje. 
No ano de 1988 começou a lecionar no curso de Estilismo do Calçado na Universidade Feevale(Federação de Estabelecimentos de Ensino Superior) em Novo Hamburgo, foi professor da cadeira Teoria dos Estilos durante oito anos. Em 1989 criou o vestido de noiva para a modelo Deise Nunes, Miss Brasil 1986 e primeira mulher negra a receber o título. 
Em 1997 lançou sua biografia Memórias Alinhavadas, escrita em conjunto com a jornalista Beatriz Viegas-Farias. Em 2015 foi lançada a coleção Cápsula Croquis, com uma variedade de lenços e camisetas estampadas pelos croquis do estilista. Destinado a um publico jovem, essa coletânea incluiu um vídeo teaser com as novidades e com peças históricas do acervo da maison. No mesmo ano, o livro Moda e Estilo para colorir foi criado, composto por 20 lâminas com desenhos icônicos de Rui para pintar.
Em matéria no jornal Zero Hora Rui Spohr foi chamado de "o mais emblemático estilista do Sul. [...] Difícil haver em Porto Alegre alguém verdadeiramente interessado em moda que desconheça a trajetória de seu maior estilista". Seu trabalho já é estudado academicamente como uma referência, e participou de mostras de abrangência nacional, como a 500 Anos de Design Brasileiro em 2000, na Pinacoteca do Estado de São Paulo, contribuindo com dois vestidos em modelos geométricos retratando a década de 70, sendo o único estilista gaúcho a participar da exposição. Entre 2004 e 2005 o Senac apresentou a mostra Estilistas Brasileiros – Uma História de Moda, que "retrata a carreira de 34 grandes criadores da moda brasileira". Em 2011 um vestido de sua autoria integrou a exposição Moda no Brasil: criadores contemporâneos e memórias, apresentada no Museu de Arte Brasileira em São Paulo, mantido pela Fundação Armando Alvares Penteado. Por muitos anos seu estilo ditou a moda porto-alegrense, e Renata Fratton Noronha, em artigo apresentado no 4º Encontro Nacional de Pesquisa em Moda, relata o prestígio que adquiriu:
"Formou-se então junto ao público uma frase que marcou e que as pessoas repetiam: ‘O Rui disse’. Querendo afirmar que com isso se ‘Rui disse’ não se discute. Outra expressão que ficou famosa, ainda naquela época: ‘Rui é Rui’. Se uma pessoa admirasse uma roupa e a elogiasse para a dona, perguntando quem tinha feito ou onde ela havia comprado traje tão bonito, se a resposta fosse ‘Rui’, o comentário logo se seguia: 'ah, bom! Rui é Rui'.".

## Livros
- Memórias Alinhavadas por Rui Spohr com Beatriz Viégas-Faria, Artes e Ofícios, 1997.
- Moda & Estilo para colorir por Rui Spohr, 2015.[18]